# Ugo Perone

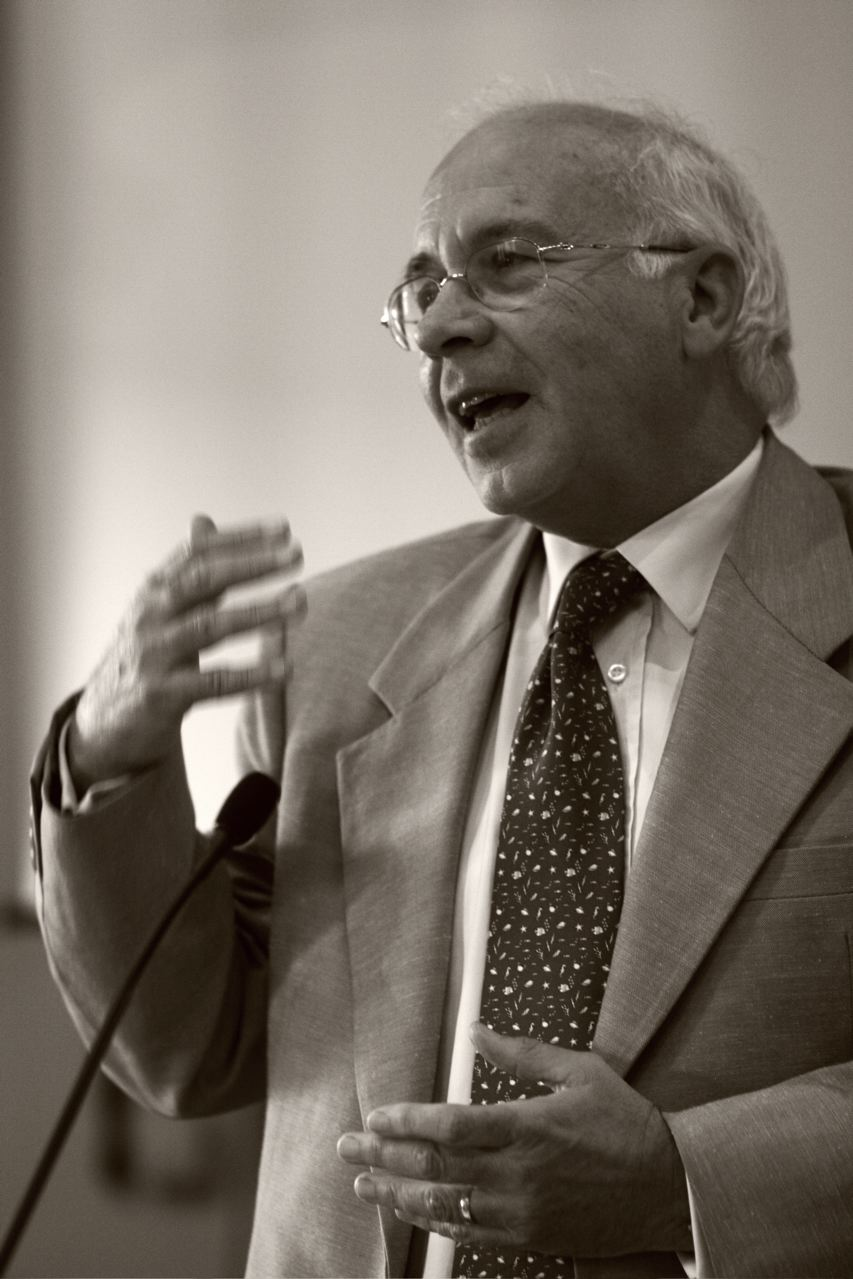
Ugo Perone, 2014

Ugo Perone (* 16. April 1945 in Turin) ist ein italienischer Philosoph.

## Werdegang
Ugo Perone war Schüler von Luigi Pareyson und schloss 1967 in Turin sein Philosophiestudium mit einer Arbeit über „La filosofia della libertà in Charles Secrétan“ (Die Freiheitsphilosophie in Charles Secrétan). Für seine Arbeit bekam er den Preis Luisa Guzzo für die beste philosophische Dissertation des akademischen Jahrgangs.
Es folgte ein vierjähriges Forschungsstipendium an der Universität Turin, an die sich eine Assistentenstelle anschloss. An der Universität Turin wurde Ugo Perone dann 1982 zum Professor für Religionsphilosophie berufen. In den folgenden Jahren war er Professor für theoretische Philosophie und moralische Philosophie an der Universität Turin, an der Universität Tor Vergata in Rom und der Università del Piemonte Orientale, wo er auch von 2005 bis 2011 Direktor des Dipartimento di Studi Umanistici und von 2005 bis 2008 Beauftragter des Präsidenten für internationale Angelegenheiten war.
Von 2012 bis 2021 war Ugo Perone Inhaber der Guardini-Professur, die seit 2019 an dem neugegründeten Zentralinstitut für Katholische Theologie der Humboldt-Universität zu Berlin mit neuem Titel firmiert. Die vormals an der Theologischen Fakultät angesiedelte Guardini Professur für Religionsphilosophie und Katholische Weltanschauung, heißt ab Oktober 2019 Guardini Professur für Religionsphilosophie und Theologische Ideengeschichte.
Neben seiner akademischen Karriere war Ugo Perone von 1993 bis 2001 Stadtrat für Kultur der Stadt Turin (assessore alla cultura) und übernahm von 2001 bis 2003 die Leitung des Italienischen Kulturinstituts von Berlin (chiara fama Ernennung). Und wurde letztendlich von 2009 bis 2013 Beauftragter für Kultur und Tourismus (assessore alla Cultura e al turismo) der Provinz Turin.
Ugo Perone war Senior Fellow des Collegium Budapest. Seit 2006 ist er Präsident der Società Italiana per gli Studi di Filosofia e Teologia und Mitglied des Direktionskomitees der Zeitschrift Filosofia e Teologia. Darüber hinaus ist er Mitglied des wissenschaftlichen Komitees der Zeitschriften Giornale di metafisica und Spazio Filosofico und des Centro Studi Filosofico-religiosi Luigi Pareyson. Er ist Gründer und Leiter der Scuola di Alta Formazione Filosofica (SdAFF). Er ist Mitglied verschiedener nationaler und internationaler Gremien im Bereich Philosophie, Theologie und der Bildung sowie Mitherausgeber mehrerer Fachzeitschriften.

## Denken
Die jüngsten Werke sind der Vertiefung der möglichen politischen Dimension einer hermeneutischen Philosophie gewidmet (Politik ist die Erfindung einer neuen Ordnung, die „für mich“ und „für alle“ zugleich berücksichtigt); der Wiederentdeckung einer kreativen Moral, die in der Lage ist, die Ethik über sich selbst hinaus zu einer umfassenderen und gleichzeitig aufnehmenden Normativität zu führen; der Themen der Religionsphilosophie mit einer erneuten Diskussion über die Bedeutung der Säkularisierung; des Reichtums und der Komplexität der Wahrheit, die sich nicht auf eine bloße Korrespondenz reduzieren lässt, sondern auch die Verantwortung für das Reale einschließt.

### Spannung zwischen Endlichem und Unendlichem
Eine Metapher hat den gesamten Denkweg von Perone begleitet: es handelt sich um den Kampf Jakobs mit dem Engel aus dem Buch Mose. Nachts in der Wüste unterbricht ein Fremder plötzlich Jakobs Einsamkeit und kämpft mit ihm einem Kampf, der weder Gewinner noch Verlierer kennen wird. Erst bei Sonnenaufgang bemerkt Jakob, dass er vom Engel, mit dem er gekämpft hat, verwundet worden ist. Doch die Wunde bedeutet auch den Segen und einen neuen Namen: Jakob, der mit Gott gerungen hat und nicht getötet worden ist, wird von nun an Israel heißen.
Nach Perone ist dies die Geschichte der äußersten Spannung zwischen Endlichem und Unendlichem, zwischen Letztem und Vorletztem und zwischen den einzelnen Bedeutungen und dem allgemeinen Sinn.

### Aufgaben und Herausforderungen der Philosophie
Die Philosophie hat eine moralische Verpflichtung der Treue zur Endlichkeit, sodass sie die historische Bedingtheit des Denkens niemals leugnet, aber auch die Verpflichtung, nie auf ihre Berufung zu verzichten, diese durch Aufmerksamkeit, Arbeit und Mühe zu transzendieren. Wird die Modernität als Bedingung anerkannt, so kann das Denken sich nicht mehr einfach im Sein oder im Sinn festmachen und sich vormachen, es hätte zwischen Endlichem und Unendlichem keine Zäsur stattgefunden. Trotzdem wäre eine Verflachung auf einfache historische Bedeutungen (die Berufung des Seins vergessend) ebenso unangebracht.

### Denken an der Schwelle: Vom Ganzen besessen, vom Subjekt geerdet
Der notwendige Schutz der Endlichkeit  – ein Beschützen des Endlichen auch gegenüber dem Sein, das gewissermaßen herausgefordert werden muss (denn man soll den Starken gegenüber stark sein) – bedeutet aber nicht unbedingt die Beseitigung eines der beiden Streiter. Auf der Schwelle zwischen Endlichem und Unendlichem, zwischen Geschichte und Ontologie findet eine Vermittlung statt, die keine Überwindung der Distanz verlangt, sondern letztere aufrechterhält. Um die doppelte Überschreitung des Endlichen ins Unendliche und des Unendlichen ins Endliche zu bewahren, darf man die Distanz zwischen beiden – durch eine Uminterpretation in Identität oder gar mit einer Abschwächung bis hin zur Gleichgültigkeit – nicht auslöschen. So ist es zum Beispiel wahr, dass die Erinnerung nur Fragmente bewahrt, diese aber nicht einer nihilistischen Abdrift überlässt; denn im Fragment – das dem Gedächtnis bleibt – soll nicht nur ein einfacher Augenblick erinnert werden, sondern eben das wesentliche (eines Lebens, einer Geschichte…).
Die Philosophie bleibt vom Ganzen besessen, doch dieses Ganze hat „nicht die Ausdehnung einer Totalität, sondern die Intensität des Fragmentes, in dem es um das Ganze geht“. So erklärt sich auch, aus welchem Grund die frühen Bücher von Ugo Perone doppelte Titel tragen: Modernità e memoria (Modernität und Gedächtnis), Storia e ontologia (Geschichte und Ontologie): es geht darum, immer gleichzeitig zwei Dinge auszusagen, in einer Dialektik des et-et, im Zögern und in der Vorwegnahme. Aus den späteren Titeln geht ein einzelnes Thema hervor (Die Leidenschaft des Endlichen; Trotz/dem Subjekt; Die mögliche Gegenwart; Die Wahrheit des Gefühls), so bedeutet dies aber, dass das Endliche, das Subjekt, die Gegenwart und das Gefühl als Schwelle analysiert werden, als Orte, die ohne das Gedächtnis des Anderen nicht gedacht, geschweige denn erlebt werden können. Wie im Falle Jakobs sind dies Orte, die die Verwundung durch den Anderen als Segen tragen.

## Veröffentlichungen (italienisch)
- Teologia ed esperienza religiosa in Feuerbach, Mursia, Milano 1972; nuova ed. rivista 2016.
- Storia e ontologia. Saggi sulla teologia di Bonhoeffer. Studium, Roma 1976.
- Schiller: la totalità interrotta. Mursia, Milano 1982.
- Modernità e memoria. Sei, Torino 1987.
- In lotta con l’angelo. La filosofia degli ultimi due secoli di fronte al Cristianesimo. SEI, Torino 1989 (mit G. Ferretti, A. Pastore Perone, C. Ciancio, Maurizio Pagano).
- Invito al pensiero di Feuerbach. Mursia, Milano 1992.
- Le passioni del finito. EDB, Bologna 1994.
- Cartesio o Pascal? Un dialogo sulla modernità. Rosenberg & Sellier, Torino 1995 (mit C. Ciancio).
- Nonostante il soggetto. Rosenberg & Sellier, Torino 1995 (dt. Übersetzung: Trotz/dem Subjekt. Peeters Verlag, Leuven 1998).
- Il presente possibile. Guida, Napoli 2005 (Englisch von Silvia Benso und Brian Schröder: The Possible Present. SUNY Press, Albany, NY 2011).
- La verità del sentimento. Napoli, Guida, 2008.
- Ripensare il sentimento. Cittadella Editrice, Assisi 2014.
- S. Givone, I sentieri della filosofia, Rosenberg & Sellier, Torino 2015
- Filosofia e spazio pubblico, a cura di U. Perone, Il Mulino 2012
- L’essenza della religione, gdt, 376, Queriniana, Brescia 2015, pp. 136.
- Il racconto della filosofia. Breve storia della filosofia, Queriniana, Brescia 2016

## Weitere Veröffentlichungen
- Endlichkeit. Von Grenzen und Passionen, Übers. H. Benning, Eos Verlag, Abtei St. Ottilien, 2015, 1–111.
- Das Christentum nach der Säkularisation. In: L. Simon und J.-J. Hahn (Hrsg.): Europa ohne Gott? Auf der Suche nach unserer Identität. Hänssler, Holzgerlingen 2007, S. 71–86.
- Verzögerung und Vorwegnahme. In: B. Casper und W. Sparn (Hrsg.): Alltag und Transzendenz. Alber, Freiburg/München 1992, S. 163–178
- Die Zweideutigkeit des Alltags. In: Alltag und Transzendenz. S. 241–263.
- Das trübe Ich. In: E. Agazzi, E. Koczisky (Hrsg.): Der fragile Körper. Zwischen Fragmentierung und Ganzheitanspruch. V&R Unipress, Göttingen 2005, S. 109–117.
- Emotionalität als anthropologische Komponente, in Lebenswelt und Wissenschaft, Hg. C. Fr. Gehtmann, Felix Meiner, Essen 2008
- Bild als Prozess. Neue Perspektiven einer Phänomenologie des Sehens, herausgegeben von A. Fabris, A. Lossi, U. Perone, Königshausen & Neumann, Würzburg 2011.
- Das aufgehobene Gefühl, in Neue Zeitschrift für systematische Theologie und Religionsphilosophie, De Gruyter, 2012, Band 54, Heft 3, S. 229–239.
- Lob der Philosophie, in „Trigon“, Berliner Wissenschafts-Verlag, Berlin 2014. S. 13–24.
- Der moralische Wert der Ausnahme,  in „Trigon“, Berliner Wissenschafts-Verlag, Berlin 2014, S. 25–34.
- Italienische und Deutsche Philosophie. Von einer Asymmetrie zu einer europäischen Perspektive, in Philosophia transalpina, Deutsch-italienische Wechselwirkungen in der Philosophie der Moderne,  Hg. Th. Buchheim u. J. Nöller,  Karl Alber, Freiburg/ München 2015, S. 221–232.
- Gegenwart und Gegenwärtigkeit als politische Ideen. Elemente für eine Neueorientierung unter den Bedingungen der Zeit, in Italienische Politikphilosophie, Roland Benedikter (Hr.), Springer VS, Wiesbaden, 2016, S. 117–146.
- « L’actualité de Romano Guardini », „Transversalités“ 2016/2 (n° 137), p. 71–81.
- Le principe mémoire, in Jean Greisch, les trois âges de la raison. Métaphysique, phénoménologie, herméneutique, sous la direction de S. Bancalari, J. de Gramont, J. Leclerque, Hermann éditeurs, Paris 2016, S. 61–75.
- Die Irritation der Religion, Zum Spannungsverhältnis von Philosophie und Theologie, Vandenhoeck und Ruprecht, (Hg. C. Danani, U. Perone, S. Richter), Göttingen 2017, S. 1–178
- Conversations with Italian Philosophers, a cura di S. Benso,  Albany 2017, Beeing, Memory and Presence, S. 223–232.
- Kraft des Genitivs. Über eine mögliche Interpretation des öffentlichen Raumes, in U. Dirks, a. Wagner (Hrsg.) Abel im Dialog, Perspektive der Zeichen- und Interpretationsphilosophie, Bad 2, De Gruyter, Berlin/Boston, 2018, S. 811–821.
- Kann Hermeneutik aufklärerisch sein? in Das Projekt der Aufklärung. Philosophisch-theologische Debatten von der Frühen Neuzeit bis zur Gegenwart. Walter Sparn zum 75. Geburtstag, herausgegeben von Joar Haga, Sascha Salatowsky, Wilhelm Schmidt-Biggemann und Wolfgang Schobert, Evangelische Verlagsanstalt, Leipzig, 2018, S. 397–409.